# Cantonul Chevreuse
Cantonul Chevreuse este un canton din arondismentul Rambouillet, departamentul Yvelines, regiunea Île-de-France , Franța.

## Comune
- Cernay-la-Ville
- Chevreuse (reședință)
- Choisel
- Dampierre-en-Yvelines
- Lévis-Saint-Nom
- Magny-les-Hameaux
- Le Mesnil-Saint-Denis
- Milon-la-Chapelle
- Saint-Forget
- Saint-Lambert
- Saint-Rémy-lès-Chevreuse
- Senlisse
- Voisins-le-Bretonneux